# Julien François Desjardins
Julien François Desjardins (Flacq, Maurício, 27 de junho de 1799 – Paris, 18 de abril de 1840) foi um zoólogo mauriciano de origem francesa, filho de Julien Jouan Desjardins (1766-1853) e Henriette Emilie Marcotte.
Ele estudou em Paris entre 1822 e 1824 sob a orientação de Cuvier, e foi influenciado por Louis Jacques Thénard (1777-1857), Joseph Louis Gay-Lussac (1778-1850), Pierre André Latreille (1762-1833), René Desfontaines (1750-1831 ) e outros. Ele embarcou na carreira em engenharia civil, mas logo viu que precisa voltar a sua paixão original, a história natural, e estudou no Museu de História Natural.